# شاميكا كريستون
شاميكا كريستون (بالإنجليزية: Shameka Christon)‏ مواليد 15 فبراير 1982 في هت سبرينغز، هي لاعبة كرة سلة أمريكية. بدأت مسيرتها الاحترافية في سنة 2004. تم اختيارها من قبل فريق نيويورك ليبرتي خلال الدرافت. تلعب مع فريق فينيكس ميركوري في دوري الاتحاد الوطني لكرة السلة النسائية. وتحمل الرقم 20. يبلغ طولها 6 قدم 1 بوصة (1.9 م).

## المسيرة الاحترافية
لعبت مع نيويورك ليبرتي في سنة 2004، ثم لعبت مع شيكاغو سكاي في سنة 2010، ثم لعبت مع سان أنطونيو ستارز في سنة 2012، ثم لعبت مع فينيكس ميركوري في سنة 2015.

## روابط خارجية
- شاميكا كريستون على موقع الاتحاد الدولي لكرة السلة (الإنجليزية)
- شاميكا كريستون على موقع الاتحاد الوطني لكرة السلة النسائية (الإنجليزية)
- شاميكا كريستون على موقع كرة السلة الأوروبية.كوم (الإنجليزية)
- شاميكا كريستون على موقع كلية كرة السلة في سبورتس رفرنس.كوم (الإنجليزية)
- شاميكا كريستون على موقع بروبوليرز (الإنجليزية)
- شاميكا كريستون على موقع سبورتس رفرنس (الإنجليزية)